# لولو الصغيرة
لولو الصغيرة مسلسل أنمي ياباني مكون من 26 حلقة من إنتاج نبيون انميشون بث بين عامي 1976 و 1977 قد تم دبلجة بلغات عديدة منها العربية والإسبانية والإنجليزية والبرتغالية.

## ابطال المسلسل
- لولو
- نفيخة
- طبوش
- نعيم

## أغنية الشارة
- هيا يا أطفال قولوا *** ماذا نقول..؟؟
- لووولووو.. لولو الصغيرة ** حلقاتها مثيرة..
- لووولووو.. في نص ساعة..
- لووولووو.. على مر رواية..
- لووولووو.. فوازير وحكاية..
- لووولووو..
- هيا يا أطفال.. قوووموو...
- هلمووا نشاهد.. لووولووو..
- هيا يا أطفال.. قوووموو
- هلمووا نشاهد.. لووولووو..
- هيا يا أطفال.. قوووموو
- هلمووا نشاهد.. لووولووو..
- هيا يا أطفال.. قوووموو
- هلمووا نشاهد.. لووولووو..
- هيا يا أطفال.. قوووموو
- هلمووا نشاهد.. لووولووو..
- هيا يا أطفال.. قوووموو...
- هلمووا نشاهد.. لووولووو..

## طاقم العمل
مدبلجون
- سيد مغربي
- ناهد فهيم
- سميرة شامية
- إخراج وحوار
- سيد مغربي.
- إنتاج النسخة العربية
- ألفت عجرمة.

## روابط خارجية
- لولو الصغيرة على موقع IMDb (الإنجليزية)
- لولو الصغيرة على موقع كينوبويسك (الروسية)
- لولو الصغيرة على موقع قاعدة بيانات الفيلم (الإنجليزية)
- لولو الصغيرة على موقع ANN anime (الإنجليزية)